# ميخائيل نوفاك (كاتب)
ميخائيل نوفاك (بالإنجليزية: Michael Novak)‏ هو صحفي ودبلوماسي وفيلسوف وكاتب أمريكي، ولد في 9 سبتمبر 1933 في جونستاون في الولايات المتحدة، وتوفي في 17 فبراير 2017 في واشنطن العاصمة في الولايات المتحدة بسبب سرطان.

## وصلات خارجية
- ميخائيل نوفاك على موقع الموسوعة البريطانية (الإنجليزية)
- ميخائيل نوفاك على موقع إن إن دي بي (الإنجليزية)